# Scutellaria columnae
Scutellaire de Colonna, Scutellaire voyageuse
Espèce
Scutellaria columnae, la Scutellaire de Colonna ou Scutellaire voyageuse, est une espèce de plantes à fleurs de la famille des Lamiacées.